# Bruno Pasut
Bruno Pasut (* 17. Mai 1914 in Spresiano; † 26. Mai 2006 in Treviso) war ein italienischer Komponist, Pianist, Organist, Chorleiter, Dirigent und Musikpädagoge.

## Leben
Pasut hatte als Kind den ersten Klavierunterricht in Rom und war ab 1927 in Treviso Schüler von Cornelia Bindoni. Er nahm außerdem Lektionen in Harmonielehre bei Giulio Tirindelli, dem Leiter des städtischen Konservatoriums und wirkte als Organist an verschiedenen Kirchen der Stadt und des Umlandes. Er setzte seine Ausbildung bei Luigi Pavan von der Associazione Musicale Manzato fort und erwarb zwischen 1942 und 1946 am Conservatorio romano di Santa Cecilia und dem Conservatorio Benedetto Marcello in Venedig Diplome in den Fächern Komposition, Chormusik und Chorleitung, Orchesterleitung und polyphoner Vokalsatz. Er gehörte in dieser Zeit dem Trio des Geigers Menenio Bortolozzi (mit dem Cellisten Giuseppe Sama) an, trat als Kammermusiker u. a. mit Riccardo Brengola, Giorgio Ciompi, Luigi Ferro, Gilberto Crepax, Giorgio Menegozzo und Carlo Diletti auf und leitete das Orchestra d’Archi Trevigiana.
Als Komponist beteiligte sich Pasut u. a. an nationalen Wettbewerben in Florenz (1939), Trento-Bolzano und Bologna (beide 1940). Ein Stipendium des italienischen Bildungsministeriums ermöglichte ihm 1943 einen Studienaufenthalt bei den Berliner Philharmonikern unter Wilhelm Furtwängler. Ab 1942 war er stellvertretender Dirigent und Chorleiter am Teatro La Fenice in Venedig. Später arbeitete er u. a. in Rovigo am Teatro Sociale und als Leiter des städtischen Konservatoriums, in Turin als Chorleiter und Direktor der Chorschule des Theaters und in Padua.
1946 gewann er in Santo den Wettbewerb um die Leitung der Cappella Antoniana, die er bis 1969 innehatte. Daneben begann er in den 1950er Jahren eine umfangreiche Lehrtätigkeit in den Fächern Partiturlesen, Musiktheorie, Chorsatz, Komposition, Orgel und Klavier u. a. in Bolognia, Turin, Pesaro, Venedig, Vicenza und Treviso. Von 1974 bis 1980 leitete er das Conservatorio „Antonio Buzzolla“ di Adria, danach bis 1981 das Conservatorio „Agostino Steffani“ di Castelfranco Veneto. Zu seinen Schülern zählen u. a. die Dirigenten Angelo Ephrikian, Mario Bernardi und Giancarlo Andretta und die Organisten Luigi Ferdinando Tagliavini und Giuseppe De Donà.
Als Chordirigent gründete Pasut 1953 in Turin die Polifonisti Torinesi, mit denen er drei Jahre am Internationalen Chorwettbewerb in Arezzo teilnahm, und in Padua das Cenaclo Polifonico Patavino, aus dem 1962 das Otetto Polifonico Patavino hervorging. Als Nachfolger von Efrem Casagrande war er von 1991 bis 1997 Präsident der Associazione per lo Sviluppo delle Attività Corali. Pasut komponierte etwa 350 Werke, darunter Orchesterwerke, Kammermusik sowie weltliche und sakrale Vokalmusik.